# Campanularia africana
Campanularia africana är en nässeldjursart som beskrevs av Eberhard Stechow 1923. Campanularia africana ingår i släktet Campanularia och familjen Campanulariidae. Inga underarter finns listade i Catalogue of Life.